# فرانکا تامانتینی
فرانکا تامانتینی (ایتالیایی: Franca Tamantini؛ ۲۴ اوت ۱۹۳۱ – ۱۱ اوت ۲۰۱۴) بازیگر اهل ایتالیا بود.
از فیلم‌ها یا برنامه‌های تلویزیونی که وی در آن نقش داشته‌است، می‌توان به دوستان من،قهرمانان یکشنبه، فردا هم روز خداست، عاشقان و دروغگوها و انتقام دزدان دریایی اشاره کرد.